# 崙頂里 (嘉義縣)
23°27′32.1″N 120°18′29.1″E / 23.458917°N 120.308083°E
崙頂里是中華民國臺灣嘉義縣太保市轄下的行政區。位於嘉義縣西南方，面積約1.979617平方公里，含7個鄰、329戶、人口數947人。家己人公園、藝術小湖為該村景點。

## 交通
- 台灣高速鐵路
  - 高鐵嘉義站
- 嘉義公車捷運
  - 崙仔頂站
  - 高鐵嘉義站
  - 安東國小站

## 地理
先民開墾時，這裡是四邊低而中間高的小土丘，居民在中央建屋，外人看來像是在崙仔上而得名。
本村有家己人公園、安東國小、藝術小湖、高鐵站。

## 聚落歷史
崙頂里原本隸屬於嘉義廳朴子腳支所大糠鄉東下堡太保庄崙子頂區；明朝永曆年間由漳州府詔安縣或附近鄉鎮先民登陸後，沿朴子溪之東石、樸子腳、六腳佃漸漸移居到目前崙仔頂；初期是一片荒蕪沙丘，而且本庄又為半月形沙丘之頂，村里名稱因而定之。

## 教育
本區域內目有一安東國小，國小學區為安東國小；國中學區為太保國中。
安東國小創立於1960年(民國四十九年)，學區含括崙頂、安仁、東勢。由於學校已位於嘉朴公路邊的崙頂，故以安仁、東勢命名為安東國民小學。
太保國中在1968年(民國57年)建立，在嘉義縣政府附近，也離高鐵嘉義站不遠，開車只需3分鐘。

## 景點
藝術小湖：原本是一個髒亂的區域，但在經過藝術家及里民的合作製作裝置藝術下成為一個壁畫彩繪的景點。